# Sint-Annaplein (Brugge)

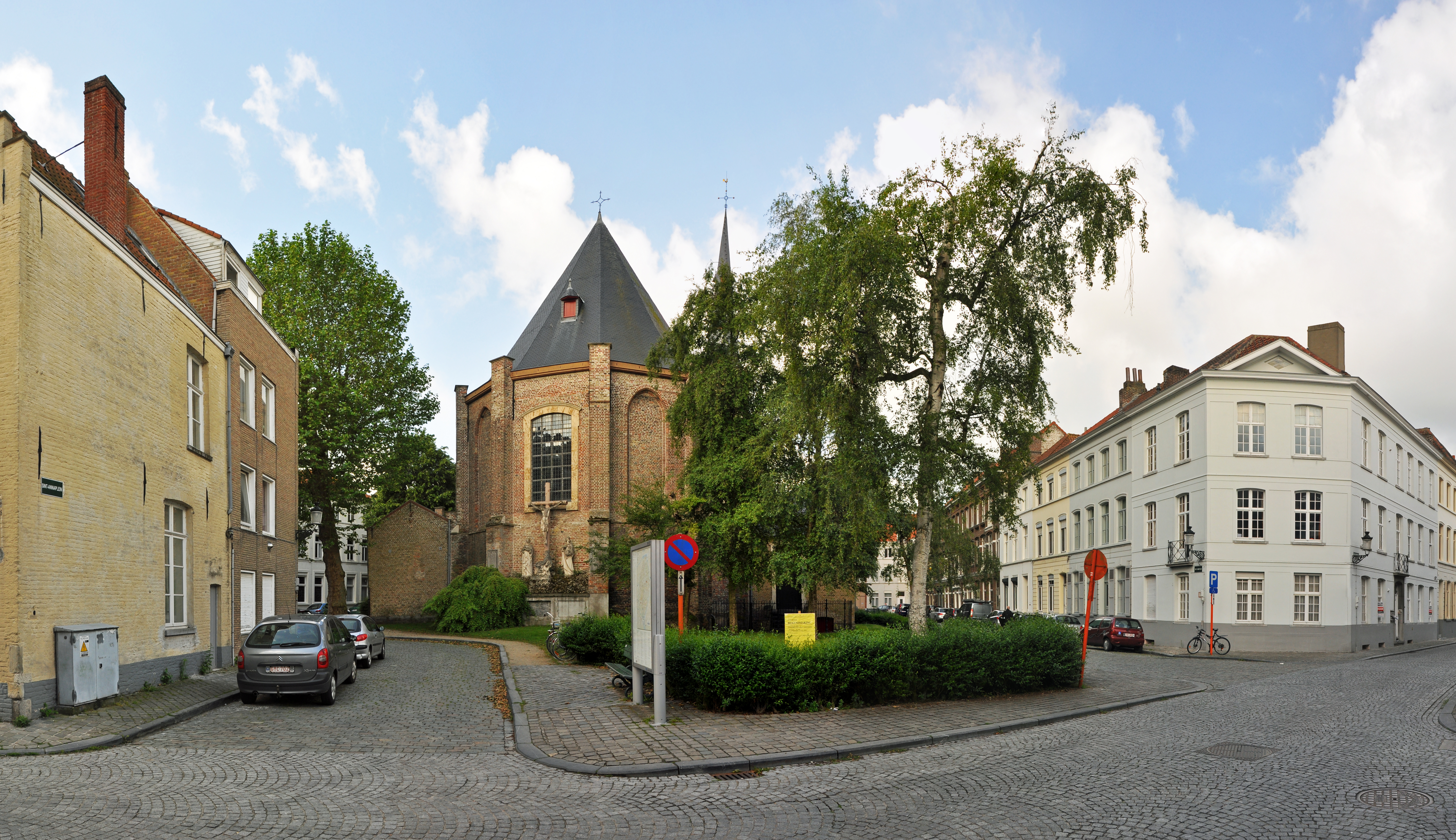
Het Sint-Annaplein vanuit het oosten

Het Sint-Annaplein is een straat in Brugge.

## Beschrijving
De Sint-Annakerk werd in de 15de eeuw opgericht, als hulpkerk van de Sint-Kruiskerk. In 1668 werd het de kerk van een zelfstandige parochie. Na de Franse Revolutie werd het kerkhof rond de kerk afgeschaft en werd het terrein bouwgrond.
Er werden huizen gebouwd rondom de kerk, die nog lange tijd Sint-Annakerkhof als naam droeg. In 1878 werd de naam, op verzoek van de inwoners, gewijzigd in Sint-Annaplaats en in 1972 gewijzigd in Sint-Annaplein.
Meer dan een plein gaat het om een straat rondom de kerk.
Het Sint-Annaplein loopt vanaf de Sint-Annakerkstraat, langs beide zijden van de kerk, tot aan de Jeruzalemstraat.

## Literatuur

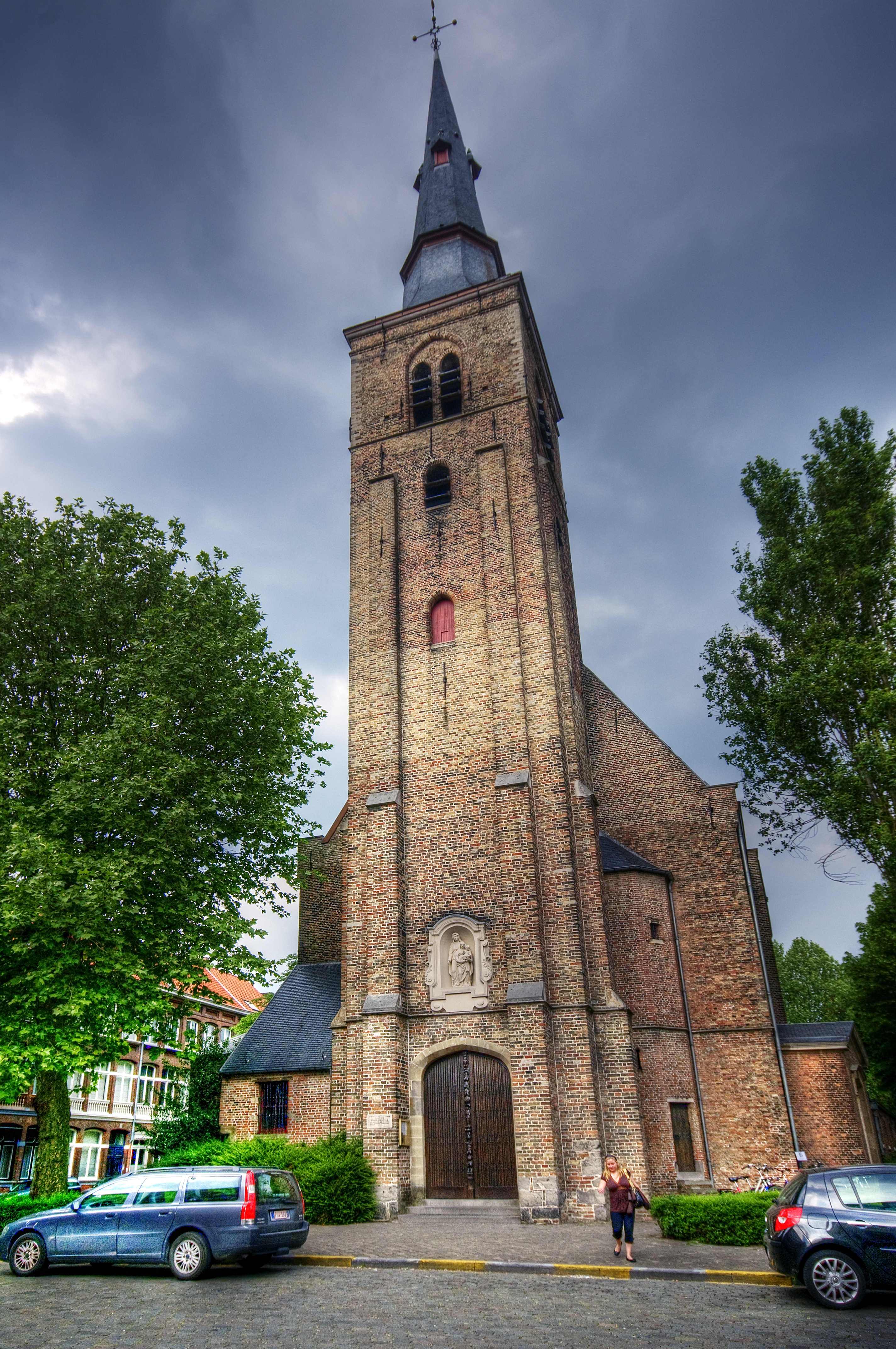
De Sint-Annakerk op het Sint-Annaplein

## Bekende bewoners
- Guido Maertens
- Gilbert Swimberghe